# Victor Chrutchley
Admiral Sir Victor Alexander Charles Crutchley VC, KCB, DSC, DL, RN, britanski admiral, * 2. november 1893, † 24. januar 1986.

## Življenjepis
Chrutchley je sodeloval pri zavzetju Guadalcanala in Nove Gvineji ter drugih izkrcevalnih operacijah na Pacifiku.